# Edith Solbach
Edith Solbach (* 12. September 1952) ist eine ehemalige deutsche Fußballspielerin.

## Karriere
Solbach gehörte dem TuS Wörrstadt als Mittelfeldspielerin an, mit dem sie am 8. September 1974 im Mainzer Bruchwegstadion das erste Finale um die Deutsche Meisterschaft bestritt. Die vom Bonner Schiedsrichter Walter Eschweiler geleitete Begegnung mit dem DJK Eintracht Erle wurde mit 4:0 gewonnen. Auch bei der Premiere des DFB-Pokal-Wettbewerbs erreichte sie mit ihrer Mannschaft über das Achtel-, Viertel- und Halbfinale am 2. Mai 1981 das Finale, das im Stuttgarter Neckarstadion jedoch mit 0:5 gegen die SSG 09 Bergisch Gladbach verloren wurde.

## Erfolge
- Deutscher Meister 1974
- DFB-Pokal-Finalist 1981